# Mittelberg
Mellau é um município da Áustria, situado no distrito de Bregenz, no estado de Vorarlberg. Tem 96,85 km² de área e sua população em 2019 foi estimada em 5.075 habitantes.